# Ниязов, Артём Наильевич
Артём Наильевич Ниязов (род. 30 июля 1996, Сургут, Тюменская область) — российский игрок в мини-футбол, универсал сборной России и клуба «КПРФ».

## Карьера
Воспитанник сургутского мини-футбола. С 7 до 15 лет тренировался в СДЮСШОР «Нефтяник». Профессиональную карьеру начинал в югорской «Газпром-Югре».
С 2013 года играл в «Спартаке». В сезоне 2013/14 года завоевал золото Высшей лиги, с 28 мячами занял 6 место в списке бомбардиров сезона и помог своей команде выйти в Суперлигу. В Суперлиге «Спартак» занимает 12-е место, Ниязов в 34 играх забивает 31 мяч.
В сезоне 2015/16 выиграл Кубок России и серебро чемпионата страны, стал обладателем Кубка УЕФА, завоевал серебряные награды студенческого чемпионата мира 2016.
С августа 2016 года — игрок «Дины».
С 2017 года — игрок подмосковного КПРФ. С клубом Ниязов дважды выигрывал чемпионат России в сезонах 2019/20 и 2022/23, а также бронзу Лиги чемпионов в сезоне 2019/20.
Первый и на январь 2025 года единственный игрок российского происхождения, игравший в чемпионате Испании: сезон 2023/24 Артём провёл в клубе «Эль Посо Мурсия», в составе которого завоевал серебряные медали чемпионата и кубка страны, после чего вернулся в КПРФ.
Студент Московской государственной академии физической культуры.
Привлекается в сборную России с 2014 года.

## Достижения
- Чемпион мира среди студентов (2): 2014, 2018
- Обладатель Кубка УЕФА: 2015/16
- Серебряный призёр чемпионата мира: 2016
- Серебряный призёр чемпионата Европы: 2022
- Бронзовый призёр чемпионата Европы: 2018
- Чемпион России (3): 2015/16, 2019/20, 2022/23
- Обладатель Кубка России (3): 2015/16, 2016/17, 2024/25
- Чемпион Высшей лиги: 2013/14
- Обладатель Кубка дублей (резервных составов команд Суперлиги): 2011/12